# James Graham (2. baronet Netherby)
James Robert George Graham, 2. baronet GCB (ur. 1 czerwca 1792 w Naworth w hrabstwie Cumberland, zm. 25 października 1861 w Netherby w hrabstwie Cumberland), brytyjski polityk, członek stronnictwa wigów, a następnie Partii Konserwatywnej i stronnictwa Peelites, minister w rządach lorda Greya, Roberta Peela, lorda Aberdeena i lorda Palmerstona. Na jego cześć nazwano Ziemię Grahama na Antarktydzie.
Był synem sir Jamesa Grahama, 1. baroneta. Wykształcenie odebrał w Westminster School oraz na Uniwersytecie Oksfordzkim. W 1818 r. został wybrany wigowskim deputowanym do Izby Gmin z okręgu Kingston upon Hull. W 1820 r. zmienił okręg wyborczy na St Ives. Miejsce w parlamencie utracił w 1821 r. Po śmierci ojca w 1824 r. odziedziczył tytuł baroneta. W 1826 r. powrócił do ław parlamentu jako reprezentant okręgu Carlisle. W 1829 r. zmienił okręg na Cumberland. Po likwidacji tego okręgu w 1832 r. reprezentował jego wschodnią część.
Należał do najzagorzalszych zwolenników reformy wyborczej. W wigowskim gabinecie lorda Greya został w 1830 r. pierwszym lordem Admiralicji. Zrezygnował w 1834 r., kiedy gabinet zaczął rozważać likwidację protestanckiego Kościoła Irlandii. W 1837 r. oficjalnie wstąpił do Partii Konserwatywnej i zrezygnował z miejsca w swoim okręgu wyborczym. Od 1838 r. reprezentował okręg wyborczy Pembroke. W 1841 r. zamienił go na miejsce w okręgu Dorchester. W latach 1841–1846 był ministrem spraw wewnętrznych w konserwatywnym rządzie Roberta Peela. Po rozłamie w partii na tle zniesienia ustaw zbożowych stanął po stronie Peela i opuścił Partię Konserwatywną.
W 1847 r. zmienił okręg wyborczy na Ripon, a od 1852 r. reprezentował ponownie okręg Carlisle. W 1852 r. został również pierwszym lordem Admiralicji w koalicyjnym rządzie Aberdeena. Pozostał na tym stanowisku, kiedy na początku 1855 r. na czele rządu stanął lord Palmerston, jednak zrezygnował po kilku miesiącach. Zmarł w 1861 r.
8 lipca 1819 r. poślubił Frances Callander. Jego najstarszy syn Frederick odziedziczył po nim tytuł baroneta. 
Upamiętniony został nazwą wybrzeża antarktydzkiego.